# Комочкин, Иннокентий Валерьевич
Иннокентий Валерьевич Ко́мочкин (7 апреля 1973 года, Киржач, Владимирская область) — российский скульптор.

## Биография
В 1995 году окончил Абрамцевское художественно-промышленное училище имени В. М. Васнецова. В 2005 году окончил Московский художественный институт имени В. И. Сурикова (факультет скульптуры, мастерская профессора М. В. Переяславца). За дипломную работу «Лето» становится стипендиатом Министерства культуры РФ.
В 2003 году впервые принял участие в ежегодной выставке произведений молодых художников Москвы, где за скульптуру «Женский портрет» получил первую премию Московского союза художников. С этого же года становится постоянным участником московских, всероссийских и международных выставок и конкурсов.
С 2006 года является членом Московского союза художников, с 2007 года членом Союза художников России (Ногинское отделение).
Станковые произведения представлены в частных собраниях в России и в зарубежных коллекциях.

## Наиболее известные работы
- 2008 — Рельефы «св. Георгий Победоносец»[3], «Священные животные — символы Евангелия» на северном фронтоне Свято-Георгиевского храма (с. Ильинское, Владимирская область).
- 2010 — Памятник Патриарху Московскому и всея Руси Пимену (Ногинск)[4][5].
- 2010 — Мемориальная доска Патриарху Московскому и всея Руси Пимену на Богоявленском соборе (Ногинск)[6].
- 2017 — Памятник металлургам (Электросталь)[7].
- 2018 — Памятник Роберту Эдуардовичу Классону (Электрогорск)[8][9].
- 2019 — Памятник св. Александру Пересвету, рельефы «1941 год», «1945 год», «Афганистан», «Чечня» на площади «Защитников Отечества» (Пересвет, Московская область)[10][11][12].
- 2020 — Памятник советскому ученому, доктору технических наук Виктору Александровичу Пухову (Пересвет, Московская область)[13].
- 2020 — Рельефы «Огненное восхождение Ильи», «Священные животные — символы Евангелия» на южном фронтоне Свято-Георгиевского храма (с. Ильинское, Владимирская область).
- 2022 — Памятник священномученику Константину Успенскому (Электрогорск)[14][15][16].
- 2023 — Стелла «Населенный пункт воинской доблести», исполнение в рамках проекта (Ногинск)[17].
- 2023 — Памятник солдату и скульптурная композиция «Фронт» и «Тыл» на Аллее Славы (Луховицы)[18][19].
- 2023 — Памятник ликвидаторам аварии на Чернобыльской АЭС (Луховицы)[20].